# Émile Mpenza
Émile Lokonda Mpenza (Bruxelles, 4 luglio 1978) è un ex calciatore belga, nato da genitori congolesi, di ruolo attaccante.
Ha un fratello di nome Mbo, col quale ha giocato insieme nella Nazionale belga e nello Standard Liegi.

## Carriera

### Club
Mpenza cominciò la sua carriera al Kortrijk, e quindi si trasferì prima al R.E. Mouscron e poi allo Standard Liegi. A Liegi giocò a fianco del fratello maggiore Mbo Mpenza. Nel 2000 andò allo Schalke 04, squadra di Bundesliga, ritornando allo Standard Liegi tre anni dopo. Nel 2004-05 ritornò in Germania, quando l'Amburgo lo mise sotto contratto per 2,5 milioni di euro. Nel gennaio 2006 si spostò a sorpresa in Qatar, all'Al Rayyan.
Firmò per il Manchester City dopo aver giocato e segnato in uno speciale match tenutosi allo stadio del City il 14 febbraio 2007. "Non sono un giocatore finito e lo dimostrerò a Manchester", disse Mpenza alla radio belga Bel-RTL. "Mi trasferisco qui per prendermi la rivincita su tutti coloro che hanno criticato la mia decisione di giocare in Qatar."
Quindi Émile fece il suo debutto contro il Wigan Athletic nel secondo tempo della partita, come sostituto di Giōrgos Samaras, e risultò probabilmente il miglior giocatore del City. Mise a segno il suo primo gol con il Manchester nella vittoria per 2-0 sul Middlesbrough il 17 marzo 2007 e realizzò il secondo nella vittoria per 1-0 sul Newcastle il 30 marzo 2007.
Nel luglio 2009 firma un contratto biennale con il Sion ma all'inizio della stagione successiva si trasferisce al Neftçi. Nel 2012 rimane svincolato e rimane senza squadra fino al 1º ottobre 2013, giorno in cui firma un contratto annuale con l'Eendracht Aalst. Tuttavia con la nuova squadra, che milita nella Tweede klasse (la serie B belga), non scende in campo neanche una volta e al termine della stagione - rimasto ancora una volta senza contratto - si ritira dal calcio giocato.

### Nazionale
Gioca in nazionale belga dall'11 febbraio 1997 (Irlanda del Nord-Belgio 3-0): da allora è stato più volte infortunato in concomitanza con gare internazionali. Saltò i Mondiali 2002 per un infortunio all'inguine. Mpenza giocò a fianco del fratello ai Mondiali 1998 e a Euro 2000.

## Palmarès

### Di squadra
- Coppa Intertoto UEFA: 1

Amburgo: 2005
- Coppa di Germania: 2

Schalke 04: 2000-2001, 2001-2002
- Premyer Liqası: 1

Neftchi Baku: 2011-2012

### Individuale
- Miglior giovane calciatore belga dell'anno: 2

1996, 1997
- Miglior giocatore africano nel campionato belga: 1

1997